# フラワーパーク花夢花夢
フラワーパーク花夢花夢（フラワーパークかむかむ）は、山形県山形市蔵王成沢にあった植物園。2021年（令和3年）5月、ピクニックコースだったエリアなど約4ヘクタールに「サバゲーパーク蔵王NO.990」がオープンした。

## 概要
土木工事や造園工事などを手掛けるジューキ工業（旧：高橋重機工業）が、蔵王成沢の山の斜面整備した大規模な植物園＆レジャーパークで、1989年（平成元年）7月開園した。
総面積25ヘクタールの敷地は約6ヘクタールの花畑、約10ヘクタールの自然林、約4ヘクタールの緑地などからなり、花畑には60種類100万本の季節の花が植えられて、ミニ動物園や観覧車、ミニゴルフ場・ゴーカートのコースのほか観光果樹園なども併設されていた。ただ入園料は1000円と高めで、一般にはやや敷居が高かった感は否めなかった。このため、入園料を下げ、派手なCMを流したりしたが、経営の安定は難しく、2009年（平成21年）12月にジューキ工業が自己破産したことに伴い閉園した。
2011年（平成23年）、プロゴルファーの横峯さくらが資金提供して、「さくらワンダーランド」としてリニューアルオープンし、イベント開催日のみ営業していた。また、敷地の一部には東日本大震災の被災者向け仮設住宅が建設された。その後も地元企業によって観光農園とゴルフ練習場は営業を続けた。

### サバゲーパークがオープン
2021年5月、ピクニックコースだったエリアなど約4ヘクタールが「サバゲーパーク蔵王NO.990」に再整備されオープンした。オープンして1年余りになるが、運営会社によると山形、宮城両県のファンを中心とする会員は約1200人に達するという。

## 施設

### 有料施設
- 大観覧車
- パンドラ
- 巨大てんとう虫　エアードーム
- F1カート
2.5kmの長さは東北でも最長である。
- ゴーカート
- つり堀
- バッテリーカー
- 幻想遊戯館

### 無料施設
- ふれあいミニ動物園
- 芝の広場

## 交通
無料駐車場あり。（1000台）
- 車
  - 山形自動車道山形蔵王インターチェンジより約15分。
  - 東北中央自動車道山形上山インターチェンジより約10分。
  - JR山形駅より約15分。
  - JRかみのやま温泉駅より約15分。